# Horgh
Reidar Horghagen, conosciuto come Horgh (Bergen, 7 maggio 1971), è un batterista norvegese.

## Biografia
Attualmente suona con il gruppo melodic death metal svedese Hypocrisy. In precedenza ha suonato nel gruppo black metal norvegese Immortal, gruppo industrial metal Pain, nel gruppo death metal Grimfist e nei Lost at Last.
Horgh è entrato a far parte degli Immortal nel 1996, formazione che fino a quel momento aveva avuto batteristi sempre temporanei e di breve durata. Horgh vi ha suonato la batteria da allora fino allo scioglimento della stessa nel 2003, facendo parte anche della successiva riunione del 2006.
Gli Immortal, dopo una serie di live nell'estate 2007 e varie date nei maggiori festival metal europei, hanno annunciato il loro ritorno in studio dopo il fortunato Sons of Northern Darkness del 2002 con l'album All Shall Fall.
Dal 2005 ha fatto anche parte del gruppo melodic death metal svedese Hypocrisy, con cui ha pubblicato due album, Virus e A Taste of Extreme Divinity.

## Discografia

### Con gli Hypocrisy
- 2005 - Virus
- 2008 - Catch 22 (V2.0.08)
- 2009 - A Taste of Extreme Divinity

### Con gli Immortal
- 1997 - Blizzard Beasts
- 1999 - At the Heart of Winter
- 2000 - Damned in Black
- 2002 - Sons of Northern Darkness
- 2009 - All Shall Fall
- 2009 - Valley of the Damned/Hordes of War (split con gli Hypocrisy)
- 2018 - Northern Chaos Gods

### Con i Grimfist

#### Album in studio
- 2003 - Ghouls of Grandeur

### Con i Pain

#### Album in studio
- 1999 - Rebirth

### Con i Lost at Last

#### Partecipazioni a compilation
- 1992 - 1992
- 1994 - Flaming Youth (A Norwegian Tribute to Kiss)
- 2000 - Agn By:Larm 00 Bergen
- 2002 - Norway Now - Metal